# Đại Yên (phường)
Đại Yên là một phường thuộc thành phố Hạ Long, tỉnh Quảng Ninh, Việt Nam.

## Địa lý
Phường Đại Yên nằm ở phía tây thành phố Hạ Long, có vị trí địa lý:
- Phía đông giáp phường Việt Hưng và phường Hà Khẩu
- Phía tây giáp thị xã Quảng Yên
- Phía nam giáp thị xã Quảng Yên và phường Tuần Châu
- Phía bắc giáp xã Dân Chủ và xã Sơn Dương.

Phường có diện tích 45,69 km², dân số năm 2010 là 8.557 người, mật độ dân số đạt 187 người/km².

## Lịch sử
Trước đây, Đại Yên là một xã thuộc huyện Hoành Bồ, được thành lập vào ngày 17 tháng 5 năm 1961 trên cơ sở tách các thôn Vạn Nho, Đại Đán, Yên Cư thuộc xã Minh Thành, huyện Yên Hưng.
Ngày 16 tháng 8 năm 2001, Chính phủ ban hành Nghị định số 51/2001/NĐ-CP. Theo đó, chuyển xã Đại Yên về thành phố Hạ Long quản lý.
Ngày 5 tháng 2 năm 2010, Chính phủ ban hành Nghị quyết số 07/NQ-CP. Theo đó, thành lập phường Đại Yên trên cơ sở toàn bộ 4.569,45 ha diện tích tự nhiên và 8.557 người của xã Đại Yên.